# 福井県道132号平泉寺線
福井県道132号平泉寺線（ふくいけんどう132ごう へいせんじせん）は、福井県勝山市内の県道および寺社と集落を結ぶ一般県道である。

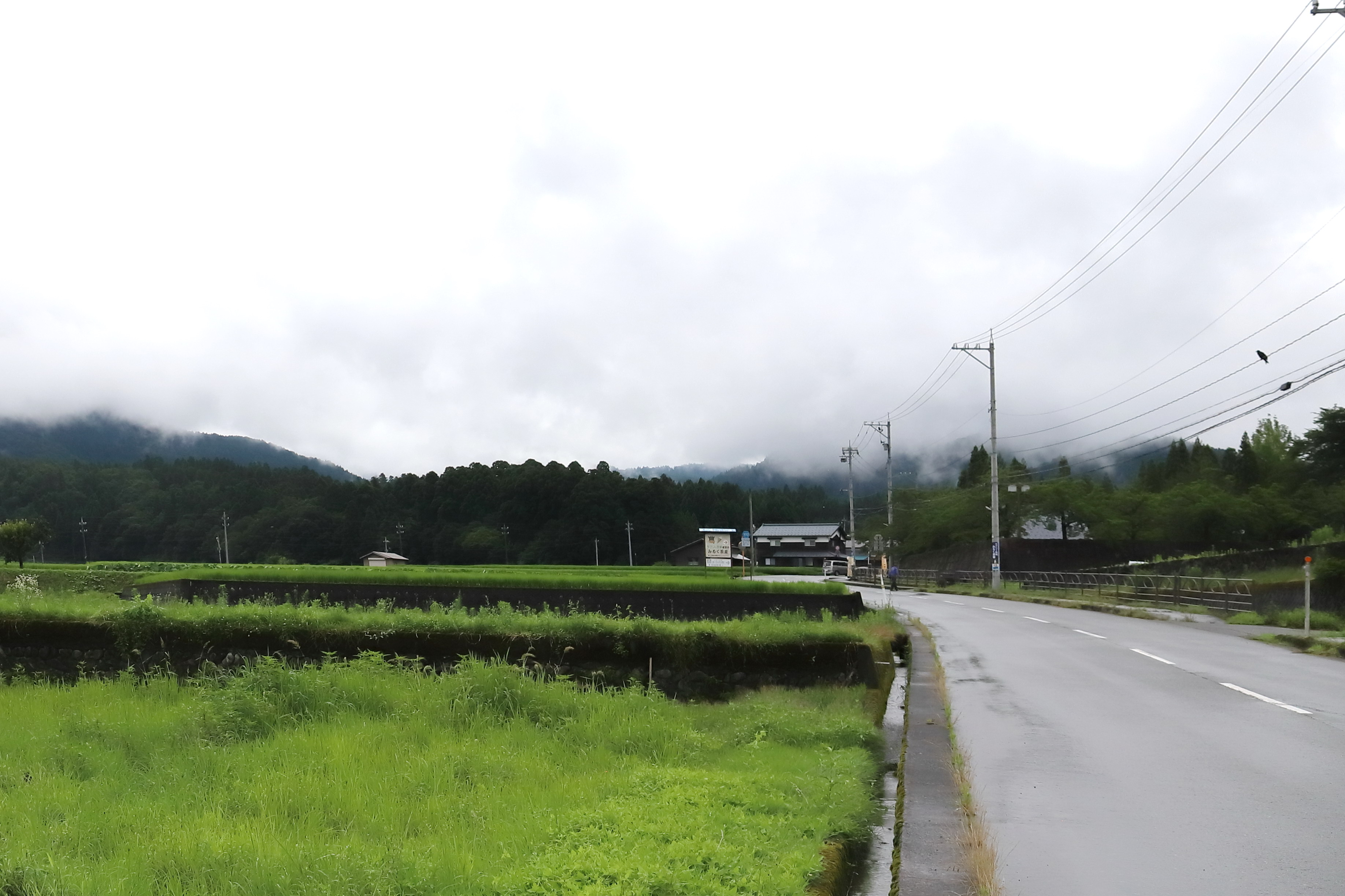
福井県道132号平泉寺線

## 概要
始点の平泉寺白山神社から国道157号を接続している県道である。

### 路線データ
- 起点：福井県勝山市平泉寺町平泉寺
- 終点：同市猪野交差点
- 実延長:1,852m

## 地理

### 通過する自治体
- 福井県勝山市

### 接続道路
- 福井県道169号平泉寺大渡線（勝山市平泉寺町平泉寺、起点）
- 国道157号（勝山市猪野・猪野交差点、終点）

### 沿線
- 平泉寺白山神社